# Katja Eydel
Katja Eydel (* 1969 in Darmstadt) ist eine deutsche Künstlerin und Professorin für Fotografie an der Akademie der Bildenden Künste Nürnberg.

## Leben und Ausbildung
Katja Eydel wurde 1969 in Darmstadt geboren. Sie studierte Philosophie, deutsche Literatur und Politikwissenschaft an der Universität zu Köln sowie Fotografie an der FH Bielefeld. Ab 2001 lehrte sie an verschiedenen nationalen und internationalen Universitäten. Unter anderem war sie an der Merz Akademie in Stuttgart, der Universität der Künste Helsinki, der Hochschule für Bildende Künste Hamburg und am California Institute of the Arts (CalArts) sowohl als Lehrbeauftragte als auch als Professorin tätig. Von 2012 bis 2016 war sie wissenschaftliche Mitarbeiterin am Lehrstuhl für Architektur und Kunst an der ETH Zürich Schweiz. Seit 2019 hat Eydel eine Professur für Fotografie an der Akademie der Bildenden Künste Nürnberg inne.

## Ausstellungen
- 2020 Educated – The Finnish Museum of Photography Helsinki
- 2018 Appointed – Tasku Gallery Helsinki
- 2017 Blick Verschiebung – ZRK, Zentrum für Kunst und öffentlichen Raum Schloss Biesdorf in Kooperation mit dem Brandenburgischen Landesmuseum für Moderne Kunst
- 2017 Model revisited – Kunstverein Schwerin (E)
- 2016 The End, let’s start again – Donau83 Berlin
- 2016 Appointed – After the Butcher Berlin
- 2016 Der Schatten des Körpers des Kutschers – Kunstsäle Berlin
- 2016 Essai sur le don – Kunstverein Schwerin
- 2015 Wer war Albert Norden – Station Urbaner Kulturen, ein Projekt der NGBK Berlin
- 2015 Team KS – ETH Zürich
- 2013 Gruppenausstellung – Galerie f6 Schöppingen
- 2012 Happy Fashion – Viaindustriae Foligno Italy
- 2012 The Urban Cultures of Global Prayers – Haus der Kulturen der Welt Berlin
- 2012 The Urban Cultures of Global Prayers – Camera Austria Graz
- 2011 The Urban Cultures of Global Prayers – NGBK Berlin
- 2011 Please go around the construction area by the lights and over the traffic island – Kunstraum Schattendorf Austria
- 2011 Model ve Sembol – Milli Reasürans Sanat Galerisi, Istanbul (E)
- 2010 Modernologies – Museum of Modern Art, Warschau
- 2009 Istanbul traversée – Palais des Beaux-Arts de Lille
- 2009 Berlin Scholarship Exhibition – BM Suma, Istanbul
- 2009 Modernologies – MACBA, Barcelona
- 2009 Heiss oder Kalt – Haus der Kulturen der Welt, Berlin
- 2009 Berlin | Istanbul Stipendiaten – Kunstraum Kreuzberg, Berlin
- 2009 in bewegung / in motion. Leichtathletik und Fotografie / Athletics and Photography 1884–2009 – Open Air–Ausstellung Berlin
- 2008 Teilt mit – Kunstraum Tosterglope (E)
- 2007 Model ve Sembol – Centre d‘art Passerelle Brest (E)
- 2007 Model ve Sembol – Neue Gesellschaft für Bildende Kunst Berlin (E)
- 2007 State of Work – Arbeit im Zustand der Verunsicherung‘ – Fotohof Salzburg
- 2007 Model ve Sembol – Kunstverein Salzburg (E)
- 2007 !Revolution? – Centre d‘art Passerelle Brest
- 2006 1996 – 2006 – Künstlerhaus Büchsenhausen (E)
- 2006 Magma – Kunstraum Kreuzberg Berlin
- 2006 Emprise Art Award – Stadtmuseum Düsseldorf
- 2006 Model und Sembol – Kunstverein Göttingen (E)
- 2006 beton wurst und andere teamgeister – After the Butcher Berlin
- 2006 Summer destruction Show – Academy of Fine Arts Oslo
- 2005 Circa Berlin – Nikolaj Copenhagen Contemporary Art Center
- 2005 Radio_Copernicus – Beitrag, Deutsch–Polnisches Künstlerradio, Berlin/Wroclaw
- 2004 space debris – Büro DC Köln
- 2004 What if I could be anything? – Kunstbank Berlin (E)
- 2003 X–lands – Kunstraum B/2 Leipzig
- 2003 Le Ping Pong d‘amour – Kunstraum München
- 2003 Ökonomien der Zeit – Migros Museum Zürich
- 2002 Ökonomien der Zeit – Akademie der Künste Berlin
- 2002 Ökonomien der Zeit – Museum Ludwig Köln
- 2002 Zielscheiben–Kampagne ‘99 – Plattform Berlin (E)
- 2002 layered histories – Staatsbank Berlin
- 2002 Fotografien von – Galerie Fahnemann Berlin
- 2002 X–lands extended – Forum Stadtpark Graz
- 2002 Die Gewalt ist der Rand aller Dinge – Generali Foundation Wien
- 2001 berlin_london – ICA London
- 2000 Ticker #6 – Galerie Carlier/Gebauer Berlin
- 2000 Models of Resistance mit Baustop.randstadt – Overgaden Kopenhagen
- 1999 Hall of Fame – Klasse Zwei Berlin
- 1998 Baustop.randstadt – NGBK Berlin
- 1995 Memory – Galerie Artists Unlimited Bielefeld

## Filmografie
- 2011 Fahrstuhlvideo – Installation, DVD, 2.03 min loop
- 2008 Out in the Light – mit Martin Ebner und Klaus Weber, DVD, 17.54 min
- 2003–2005 Le Ping Pong d‘amour II – Nouvelle Vague Soap (Gemeinschaftsprojekt), 4 Episoden, DV/Beta 105 min
- 2003 Station – A–clip, 35 mm, 1.03 min
- 2003 A–clip III (Gemeinschaftsprojekt), 35 mm, 58 min
- 1997–2002 Le Ping Pong d‘amour I – Nouvelle Vague Soap (Gemeinschaftsprojekt), 4 Episoden, DV 82 min
- 1997 Infosäule mit Katja Reichard und Klaus Weber – A–clip I, 35 mm, 1.29 min
- 1997 B–Aktie mit Katja Reichard und Klaus Weber – A–clip, 35 mm, 1.35 min
- 1997 A–clip II (Gemeinschaftsprojekt), 35 mm, 18 min
- 1996 A–clip I (Gemeinschaftsprojekt), 35 mm, 13 min

## Monografien
- n.n. - Katja Eydel, Monroe Books Berlin, 2018
- Wessen Wissen ? Materialität und Situiertheit in den Künsten - Schriftenreihe des DFG-Forschungskollegs, Busch, Dörfling, Peters, Szántó (Hg.) Fink Verlag Paderborn, 2018
- Schattenfuge / Shadow Gap - Sternberg Press Berlin/NY, 2014
- Faith in the Space. The Urban Cultures of Global Prayers - MetroZones Berlin, 2012
- Happy Fashion - Viaindustriae Foligno Italy, 2012
- in bewegung / in motion. Leichtathletik und Fotografie / Athletics and Photography 1884-2009 - Theater der Zeit Berlin, 2009
- Erinnerungen in Kunst und Kultur - Reflexionen über Krieg, Flucht und Vertreibung in Europa - von Oswald. Schmelz, Lenuweit (Hg.) transcript Verlag Bielefeld, 2009
- Istanbul traversèe - lille3000, 2009
- Berlin Istanbul - BM Suma, Kunstraum Kreuzberg/Bethanien, 2009
- Modernologies. Contemporary Artists Researching Modernity and Modernism - MACBA Barcelona, 2009
- Model ve Sembol. L‘invention de la Turquie - Textband Französisch, Centre d‘Art Passarelle, Brest Frankreich, 2007
- Demokratie ... in der neuen Gesellschaft - NGBK Berlin, 2007
- Model ve Sembol. Die Erfindung der Türkei - Katja Eydel, Sternberg Press Berlin/NY, 2006
- Model ve Sembol. Türkiye‘nin Icadi - Textband Türkisch, NGBK Berlin, 2006
- Teilt mit - Katja Eydel, Goldrausch IT Berlin, 2006
- Checkpoint Charley - 4. Berlin Biennale Publication. Cattelan, Gioni, Subotnick (Hg.), Berlin 2006
- Circa - Berlin Nicolaj Kopenhagen Contemporary Art Center, 2005
- The Making of Alex, Berlin Alexanderplatz urban art stories - Petra Reichensperger (Hg.) Revolver. Archiv für aktuelle Kunst Frankfurt am Main, 2005
- layered histories - Verein Bildender Künstler Berlin, 2002
- Fotografien von - Galerie Fahnemann Berlin, 2002
- Ökonomien der Zeit - Agenda Reader zur Ausstellung, Hans-Christian Dany/Astrid Wege (Hg.) Revolver. Archiv für aktuelle Kunst Frankfurt am Main, 2002
- Die Gewalt ist der Rand aller Dinge. Subjektverhältnisse, politische Militanz und künstlerische Vorgehensweisen - Reader zur Ausstellung, Generali Foundation Wien/Verlag Buchhandlung Walter König Köln, 2002
- Belgrad Interviews. Jugoslawien nach Nato-Angriff und 15 Jahren nationalistischem Populismus - Gespräche, Texte, Fotos Katja Diefenbach/Katja Eydel, b_books Berlin, 2000
- AG baustop.randstadt,- zu städtischem Handeln und politischer Stadttheorie, Reader zur Ausstellung - NGBK (Hg.) b_books Berlin, 1998

## Auszeichnungen und Stipendien
- 2017 Recherchestipendium – Senatskanzlei für Kulturelle Angelegenheiten Berlin
- 2016 Projektförderung – Kunstfonds Bonn
- 2015 Atelierförderung – Berliner Atelierprogramm
- 2014 Artist in Residence London – Hessische Kulturstiftung
- 2013 Katalogförderung – Senatskanzlei für Kulturelle Angelegenheiten Berlin
- 2013 Artist in Residence – Künstlerdorf Schöppingen
- 2010 – 2012 Artist Fellowship – Global Prayers / Redemption and Liberation in the City
- 2008 Arbeitsstipendium – Kunstfonds Bonn
- 2007 Artist in Residence – Künstlerstätte Bleckede
- 2006 Goldrausch Künstlerinnenprojekt art IT – Postgraduate Program Berlin
- 2006 Artist in Residence – Büchsenhausen.air Innsbruck
- 2006 Emprise Art Award – Nominierung
- 2006 Funding for an International Shorttime Lectureship in Istanbul Turkey – DAAD
- 2005 Artist in Residence Istanbul – Senat für Wissenschaft, Forschung und Kultur Berlin, Contemporary Art Center Istanbul
- 2005 Ausstellungs- und Katalogförderpreis – Alfried Krupp von Bohlen u. Halbach Stiftung
- 2004 Prix CEPV – Festival Images‘04 Vevey
- 2004 Arbeitsstipendium – Senat für Wissenschaft, Forschung und Kultur Berlin